# 1683

## Esdeveniments
- 12 de setembre: Diversos exèrcits europeus combinats derroten l'Imperi Otomà al Setge de Viena

## Naixements
- 7 de setembre: Maria-Anna d'Àustria, arxiduquesa d'Àustria i Reina de Portugal.

## Necrològiques
Pendent